# James Davies (Radsportler, 1906)
James William „Jim“ Davies (* 8. Januar 1906 in Wandsworth, England; † 11. Juli 1999 in Vancouver) war ein kanadischer Radrennfahrer.

## Sportliche Laufbahn
Davies war im Bahnradsport aktiv. Er war Teilnehmer der Olympischen Sommerspiele 1928 in Amsterdam. Im Sprint schied er im Vorlauf aus. In der Mannschaftsverfolgung wurde der kanadische  Bahnvierer mit Lew Elder, James Davies, Andy Houting und William Peden auf dem 9. Rang klassiert.

## Familiäres
Er war der Onkel von James „Jimmy“ Davies, der ebenfalls Radrennfahrer und Olympiateilnehmer war.